# Abohar
Abohar (hindi अबोहर) è una città dell'India di 124.303 abitanti, situata nel distretto di Ferozepur, nello stato federato del Punjab. In base al numero di abitanti la città rientra nella classe I (da 100.000 persone in su).

## Geografia fisica
La città è situata a 30° 8' 60 N e 74° 10' 60 E e ha un'altitudine di 179 m s.l.m..

## Società

### Evoluzione demografica
Al censimento del 2001 la popolazione di Abohar assommava a 124.303 persone, delle quali 66.434 maschi e 57.869 femmine. I bambini di età inferiore o uguale ai sei anni assommavano a 16.589, dei quali 9.201 maschi e 7.388 femmine. Infine, coloro che erano in grado di saper almeno leggere e scrivere erano 80.535, dei quali 46.869 maschi e 33.666 femmine.